# Eupatorium
Genre
Classification phylogénétique
Eupatorium  (les eupatoires) est un genre de plantes à fleurs de la famille des Astéracées (Composées).
Le genre doit son nom au roi Mithridate VI Eupator qui, craignant pour sa vie, essaya de s’immuniser de l’effet de certains poisons par leur absorption régulière en petites quantités. Il aurait ainsi découvert les vertus médicinales de nombreuses plantes dont l’eupatoire chanvrine.
Ce sont des plantes vivaces.

## Liste des espèces
- Eupatorium album L.
- Eupatorium altissimum L.
- Eupatorium anomalum Nash
- Eupatorium cannabinum L. -- Eupatoire à feuilles de chanvre
- Eupatorium capillifolium (Lam.) Small
- Eupatorium chapmanii Small
- Eupatorium compositifolium Walt.
- Eupatorium dubium Willd. ex Poir.
- Eupatorium fistulosum Barratt
- Eupatorium fortunei Turcz., peilan 佩兰 (plante médicinale chinoise)
- Eupatorium glaucescens Ell.
- Eupatorium godfreyanum Cronq.
- Eupatorium hyssopifolium L.
- Eupatorium lancifolium (Torr. & Gray) Small
- Eupatorium leptophyllum DC.
- Eupatorium leucolepis (DC.) Torr. & Gray
- Eupatorium lindleyanum DC.
- Eupatorium maculatum L.
- Eupatorium mikanioides Chapman
- Eupatorium mohrii Greene
- Eupatorium perfoliatum L.
- Eupatorium pilosum Walt.
- Eupatorium ×pinnatifidum Ell.
- Eupatorium purpureum L.
- Eupatorium resinosum Torr. ex DC.
- Eupatorium rotundifolium L.
- Euparorium rugosum Houttuyn.
- Eupatorium semiserratum DC.
- Eupatorium serotinum Michx.
- Eupatorium sessilifolium L.
- Eupatorium sordidum Less.
- Eupatorium steelei E. Lamont
- Eupatorium ×truncatum Muhl. ex Willd. (pro sp.)

## Remarque
Pour Eupatorium ayapana et Eupatorium triplinerve, voir Ayapana triplinervis.